# Bothrops osbornei
Bothrops osbornei – gatunek jadowitego węża z rodziny żmijowatych (Viperidae) i podrodziny grzechotników (Crotalinae).

## Systematyka
Takson ten po raz pierwszy zgodnie z zasadami nazewnictwa binominalnego opisał w 1991 roku Antonio Freire Lascano w „Publicaciones de Trabajos Científicos del Ecuador Universidad Técnica de Machala”. Autor nadał wężowi nazwę Bothrops osbornei. Jako miejsce typowe podał Sacramento, kanton Pallatanga, Chimborazo w Ekwadorze. Holotyp INHMT 1924 to samica o długości 396 mm. Nie wyróżnia się podgatunków.

### Etymologia
- Bothrops: gr. βoθρος bothros „rów, wgłębienie”[6]; ωψ ōps, ωπος ōpos „oko”[7].
- osbornei – na cześć Stevena Thomasa Osborne’a, kolegi autora pierwszego opisu[8].

## Morfologia
Jest to duży wąż o długości dochodzącej nawet do 1440 mm. Nowo narodzone lub młodociane osobniki mają barwę od jasnożółtej do jasnobrązowej. Tęczówka żółta lub pomarańczowo-żółta z czarnymi plamkami, źrenice czarne pionowe. Dorosłe mają ubarwienie brązowe. Głowa trójkątna, szyja znacznie cieńsza niż głowa, jest nieco ciemniejsza od reszty ciała. Ma symetrycznie rozłożone ciemnobrązowe plamki. Od oka w stronę szyi rozciąga się słabo widoczny brązowawy, dosyć szeroki pasek, który kończy się w okolicach kącika warg. Uzębienie typu kanałozębnego (solenoglypha). Podobnie jak wszystkie grzechotniki, ma jamki policzkowe, niewielkie zgłębienie znajdujące się pomiędzy okiem a nozdrzem, wyposażone w receptory podczerwieni, umożliwiające mu wyczuwanie ofiary i polowanie w całkowitej ciemności. Na grzbiecie znajduje się od 16 do 18 par ciemnobrązowych trapezoidalnych plam. Dolna część głowy kremowa lub żółta z drobnymi czarnymi plamkami. Brzuch zmienia się od kremowego do jasnobrązowego z małymi brązowymi kropkami na bocznych brzegach tarczek brzusznych, staje się ciemniejszy z wiekiem i u dużych okazów może być jednolicie czekoladowobrązowy lub czarny. Ogon chwytny, jego końcowa część różowa ze słabymi ciemnobrązowymi przebarwieniami.
Wymiary:
|                          | Samiec  | Samica  |
| Długość całkowita (mm)   | 1330    | 1440    |
| Łuski grzbietowe (rzędy) | 25–37   | 25–37   |
| Tarczki brzuszne         | 169–188 | 179–189 |
| Tarczki podogonowe       | 66–74   | 59–73   |
| Tarczki nadwargowe SL    | 7–8     | 7–8     |

## Występowanie
Bothrops osbornei występuje w Ekwadorze i na skrajnym północnym zachodzie Peru (region Tumbes). W Ekwadorze odnotowano go na zachodnich stokach pasma górskiego Andów na wysokościach od około 500 do 2370 m n.p.m., w prowincjach Pichincha, Cotopaxi i Chimborazo.

## Ekologia i zachowanie
Bothrops osbornei jest wężem naziemno-nadrzewnym, prowadzącym nocny tryb życia. Zamieszkuje stare lub umiarkowanie zniszczone wiecznie zielone lasy górskie, skraje lasów i pastwiska z rozproszonymi drzewami. Większość czasu spędzają zwinięte na poziomie gruntu lub siedząc na roślinności do 3,5 m nad ziemią. W ciągu dnia znajdowano osobniki odpoczywające na skałach, na roślinności lub chowające się w wysokiej trawie lub pod kłodami drzew. Żerują z zasadzki. Młode osobniki żywią się żabami (m.in. Pristimantis achatinus), dorosłe natomiast głównie gryzoniami. Zarówno młode, jak i dorosłe osobniki wabią ofiarę, poruszając jaskrawo kolorowymi ogonami jako przynętą.
Bothrops osbornei jest gatunkiem bardzo silnie jadowitym. Dawka śmiertelna LD50 2,6 mg/kg. W przypadku ukąszenia przez Bothrops osbornei ludzi, jad zwykle powoduje silny ból, obrzęk, krwawienie, gorączkę i martwicę.
Inkubacja jaj odbywa się w ciele samicy, która „rodzi” już wyklute młode, o długości wahającej się od 27,5 do 29,4 cm. W jednym miocie liczba osobników waha się od 14 do 27.

## Status zagrożenia
W Czerwonej księdze gatunków zagrożonych IUCN Bothrops osbornei jest klasyfikowany jako gatunek narażony (VU, ang. Vulnerable). Liczebność populacji nie jest znana, podobnie jak jej trend. Gatunek jest opisywany rzadki i spotykany sporadycznie.